# Crematogaster ambigua
Crematogaster ambigua es una especie de hormiga acróbata perteneciente a la tribu Crematogastrini, de la subfamilia Myrmicinae, orden Hymenoptera.
Fue descrita por Felix Santschi en 1926. Aparece registrada y publicada en una sección de Revue Zoologique Africaine (Brussels), 13. p. 207–267 de 1926.

## Distribución
Se distribuye por República Democrática del Congo, Gabón, Guinea y Gambia.

## Hábitat
Habita en el bosque primario y lluvioso. Se ha encontrado a elevaciones de 50-738 m s. n. m.